# Eddy Lachman
Eddy G. Lachman  (Scheveningen, 17 maart 1924 - Saas Fee 19 september 1999) was een Nederlandse journalist, correspondent en redacteur van de NRC.
De familie Lachman vestigde zich in het begin van de twintiger jaren vanuit Duitsland in Scheveningen. Vlak voor zijn eindexamen aan het Haagse Nederlands Lyceum vertrok hij uit Nederland. Nadat een poging om de Spaanse grens over te steken was mislukt wist hij via het Meer van Geneve Zwitserland te bereiken en vertrok eind 1944 via Frankrijk naar Engeland. 

## Journalist
Aan het eind van de oorlog ging hij naar Australië. Na de capitulatie van Japan werkte hij voor de Nederlandse inlichtingendienst NEFIS op Celebes. Vanwege zijn kritiek op het Nederlandse Indië-beleid werd hij door de legerleiding gerepatrieerd. 
In 1946 werd hij redacteur buitenland van het Algemeen Handelsblad, waar Anton Constandse zijn chef was. Bijna veertig jaar werkte Lachman als redacteur buitenland en daarna decennialang als correspondent in Bonn, Parijs, Washington en opnieuw Parijs. Als reiscorrespondent schreef hij over praktisch alle delen van de wereld. 

## Erkenning
In 1975 won Lachman de Prijs voor de Dagbladjournalistiek. Het was de bekroning voor zijn berichtgeving over het Watergateschandaal dat president Nixon ten val bracht.